# Die Frau im Mond – Erinnerung an die Liebe
Die Frau im Mond – Erinnerung an die Liebe ist ein französisches Liebesdrama von Nicole Garcia aus dem Jahr 2016.

## Handlung
Gabrielle Rabascal reist mit ihrem Mann José und dem gemeinsamen Sohn Marc nach Lyon, wo Marc am Konservatorium an einem nationalen Klavierwettbewerb teilnehmen wird. Als das Auto anhalten muss, sieht Gabrielle, dass die angrenzende Straße Rue de Commines heißt, und verlässt den Wagen überstürzt. Sie begibt sich zum Haus Nummer 26 und entdeckt auf dem Klingelschild den Namen „Sauvage“.
Rückblick: Gabrielle wächst in einem kleinen französischen Dorf auf. Sie ist in den Dorflehrer verliebt, der sie jedoch abweist. Sie wird „liebeskrank“, ist überspannt und gilt als nervenkrank. Ihre Mutter Adèle ist stets kurz davor, sie in eine Klinik einweisen zu lassen. Schmerzhafte Krämpfe ihrer Tochter tut sie als teilweise gespielt ab. Als Adèle erkennt, dass Handwerker José, ein vor dem Franco-Regime geflohener Katalane, Interesse an Gabrielle hat, bietet sie ihm ihre Tochter zur Frau an. Gabrielle entscheidet sich angesichts der drohenden Klinikeinweisung für eine Hochzeit mit José, den sie weder kennt noch liebt. Auch er gibt an, sie nicht zu lieben. Als sie ihm klarmacht, dass beide nie miteinander schlafen werden, willigt er dennoch ein; sie ist einverstanden, dass er stattdessen Prostituierte aufsucht.
Beide ziehen nach der Hochzeit in eine kleine Wohnung, doch beginnt José bereits mit dem Bau eines eigenen Hauses am Meer. Die Eigenheiten seiner Frau akzeptiert er mit stiller Langmut. Als er eines Tages wieder zu Prostituierten gehen will, verkleidet sich Gabrielle als Prostituierte und beide schlafen miteinander. Gabrielle wird schwanger, verliert das Kind jedoch nach kurzer Zeit, als sie wie so oft starke Krämpfe hat. Bei der ärztlichen Untersuchung stellt sich heraus, dass sie die Steinkrankheit hat. Der Arzt empfiehlt eine sechswöchige Kur, die Gabrielle kurz darauf in der Schweiz antritt. José kündigt an, sie regelmäßig zu besuchen.
In der Kur lernt Gabrielle nach kurzer Zeit den Soldaten André Sauvage kennen. Er hat im Indochinakrieg gekämpft und ist dort erkrankt. Er ist schwach und leidet unter starken Schmerzen. Krankenschwester Agostine, mit der sich Gabrielle anfreundet, deutet an, dass André möglicherweise nicht überleben wird. Offiziersbursche Blaise ist der einzige, der regelmäßig nach André sieht. Gabrielle knüpft langsam Kontakt zu André, er spielt Klavier für sie und schenkt ihr ein Buch, in dem auch seine Adresse steht. Sie ist sich sicher, dass auch er Interesse an ihr hat, und ist glücklich. Zu dieser Zeit trifft ihr Mann im Kurort ein und André wird plötzlich in ein Krankenhaus eingeliefert, da sich sein Zustand stark verschlechtert hat. Gabrielle rennt dem Krankenwagen hinterher, kann ihn nicht einholen und bricht erschöpft zusammen.
Gabrielle erwacht mehrere Tage später. Es hat geschneit und André ist wieder da. Nach einer Transfusion geht es ihm besser und er ist nur ihretwegen zurückgekehrt. Gabrielle lässt ein Foto von sich und André anfertigen. Er weist ihre Avancen zunächst zurück, da sie eine verheiratete Frau ist, verführt sie dann jedoch und beide verbringen eine leidenschaftliche Liebesnacht miteinander. Kurz darauf wird Gabrielle das Ende der Kur mitgeteilt und auch André reist ab. Beide versprechen, schriftlich in Kontakt zu bleiben.
Nach ihrer Rückkehr zieht Gabrielle mit José in das neugebaute Haus. Sie ist schwanger und gesteht José, dass sie in der Kur jemanden kennengelernt habe, mit dem sie fortgehen werde, wenn dieser es nur wolle. Ihre Briefe an André bleiben jedoch unbeantwortet und werden eines Tages gesammelt und ungeöffnet zurückgeschickt. Gabrielle ist verzweifelt. Sie bringt Sohn Marc zur Welt; Jahre vergehen und die Erinnerung an André verblasst. Marc erlernt das Klavierspiel und darf eines Tages am nationalen Klavierwettbewerb in Lyon teilnehmen. Hier entdeckt Gabrielle die Straße, in der André wohnt. Sie eilt zu seiner Wohnung, findet dort jedoch nur Blaise vor. Die Wohnung gehörte Andrés Vater, der verstorben ist. Gabrielle erfährt, dass André an dem Tag verstorben sei, an dem er das Kurhaus im Krankenwagen verlassen hat. Er ist nie zurückgekehrt. Es stellt sich heraus, dass Gabrielle die Liebesnacht mit ihm nie hatte und José dies auch wusste. Er hatte sich am Vortag von Andrés Abtransport mit diesem unterhalten und erfahren, dass André Gabrielle zwar attraktiv findet, jedoch aufgrund seines Gesundheitszustandes zu keiner Affäre in der Lage war. Es war auch nicht André, mit dem Gabrielle in der Folgenacht geschlafen hatte, sondern José, der ins Kurhaus zu seiner Frau zurückgekehrt war. Marc ist also Josés Sohn. Er sagte ihr nichts von ihrer phantasierten Affäre, da er wollte, dass sie in der Hoffnung auf Andrés Reaktion auf ihre Briefe einen Grund zum Leben hat. Gabrielle findet nun zu ihrer Familie zurück und sucht mit ihrem Mann zum ersten Mal das Dorf auf, aus dem dieser stammt.

## Produktion

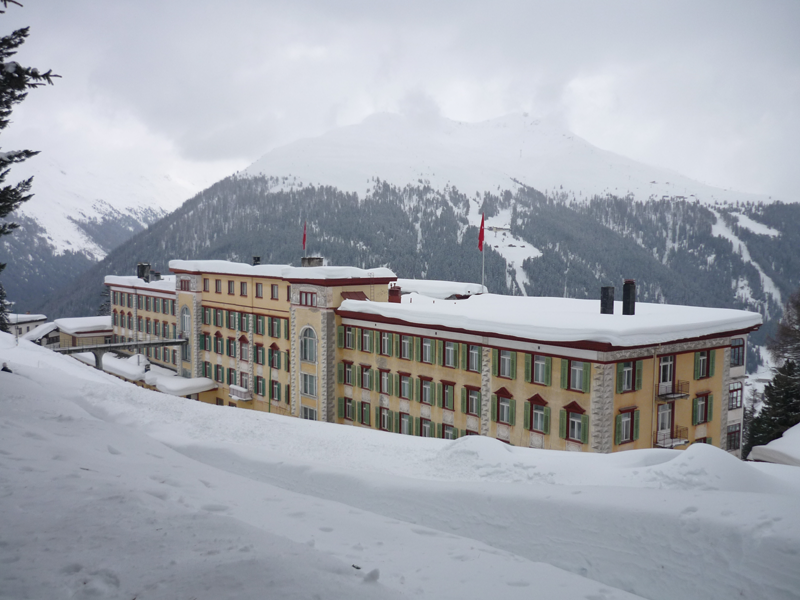
Hotel Schatzalp, im Film das Kurhotel

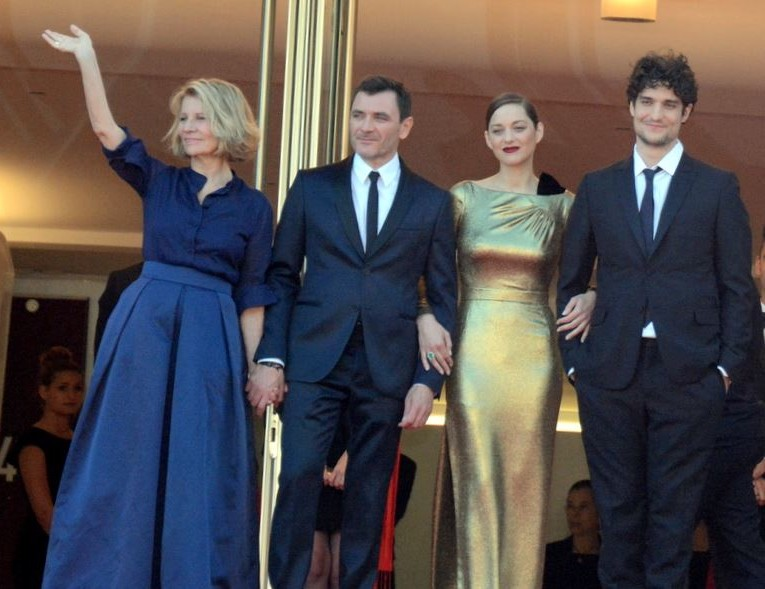
Nicole Garcia, Àlex Brendemühl, Marion Cotillard und Louis Garrel (v. l. n. r.) anlässlich der Premiere des Films 2016 in Cannes.

Die Frau im Mond – Erinnerung an die Liebe basiert auf dem Buch Die Frau im Mond von Milena Agus. Die Dreharbeiten zum Film fanden 2015 in Frankreich, der Schweiz und Spanien statt. Als Kulisse des Kurhotels diente das Hotel Schatzalp in Davos. Weitere Drehorte waren unter anderem Villaluenga del Rosario, das Hotel Palacio De Villapanes in Sevilla, die Schule Peyrefitte Esthétique in Lyon und die Alten Thermen in Aix-les-Bains, Moustiers-Sainte-Marie, Valensole, Saint-Martin-de-Brômes, Puimoisson, Gréoux-les-Bains und La Seyne-sur-Mer. Die Kostüme schuf Catherine Leterrier, die Filmbauten stammten von Arnaud de Moleron.
Die Frau im Mond – Erinnerung an die Liebe erlebte am 15. Mai 2016 im Rahmen der Internationalen Filmfestspiele von Cannes seine Premiere, wo der Film im Wettbewerb lief. Er kam am 19. Oktober 2016 in die französischen Kinos, wo er von rund 280.000 Zuschauern gesehen wurde, und lief am 2. März 2017 auch in den deutschen Kinos an.

## Synchronisation
| Rolle              | Darsteller       | Synchronsprecher   |
| ------------------ | ---------------- | ------------------ |
| Gabrielle Rabascal | Marion Cotillard | Natascha Geisler   |
| André Sauvage      | Louis Garrel     | Tobias Nath        |
| José Rabascal      | Alex Brendemühl  | Sascha Rotermund   |
| Adéle              | Brigitte Roüan   | Monica Bielenstein |
| Jeannine           | Victoire Du Bois | Jill Böttcher      |
| Agostine           | Aloise Sauvage   | Friederike Walke   |
| Martin             | Daniel Para      | Bernd Vollbrecht   |
| Georget            | Sören Rochefort  | Sascha Krüger      |
| Postbote           | Alexandre Dufour | Sascha Krüger      |
| Taxifahrer         | Pièrre Allogia   | Henning Bormann    |

## Auszeichnungen
Im Rahmen der Internationalen Filmfestspiele von Cannes 2016 lief der Film im Wettbewerb um die Goldene Palme. Der Film war für zahlreiche französische Filmpreise nominiert, darunter 2017 für acht Césars in den Kategorien  Bester Film, Beste Regie, Beste Hauptdarstellerin, Bestes adaptiertes Drehbuch, Beste Kamera, Beste Kostüme, Bester Ton (Jean-Pierre Duret, Sylvain Malbrant, Jean-Pierre Laforce) und Bester Schnitt, zwei Prix Lumières (Beste Darstellerin, Beste Kamera) und einen Globe de Cristal, konnte jedoch keinen der Preise gewinnen.

## Kritik
„Überzeugend gespielte, optisch brillante Romanverfilmung, die die „Éducation sentimentale“ der Protagonistin mit dem wirtschaftlichen Aufstieg der unteren Schichten verbindet. Trotz der Neigung zu pittoresken Panoramen vermittelt die Inszenierung intensiv den Zwiespalt von Wahn und Wirklichkeit, Sehnsucht und Geduld.“